# La pazienza
La pazienza è il secondo singolo estratto dall'album Compis del cantautore italiano Luca Dirisio. Pubblicato il 14 dicembre 2010, ha iniziato a girare nelle radio a partire dal 1º gennaio 2011. Il brano è stato reso disponibile a partire dal 14 dicembre 2010 su iTunes. È il secondo ed ultimo singolo di Dirisio per Ultrasuoni. Il brano debutta all'undicesimo posto nella classifica EarOne diventando la nuova entrata più alta della settimana per numero di passaggi e incremento di ascolti in radio, rimanendo in top20 per 9 settimane.

## Classifiche
| Classifica (2011) | Posizione massima |
| ----------------- | ----------------- |
| Italia            | 76                |